# استبدادية

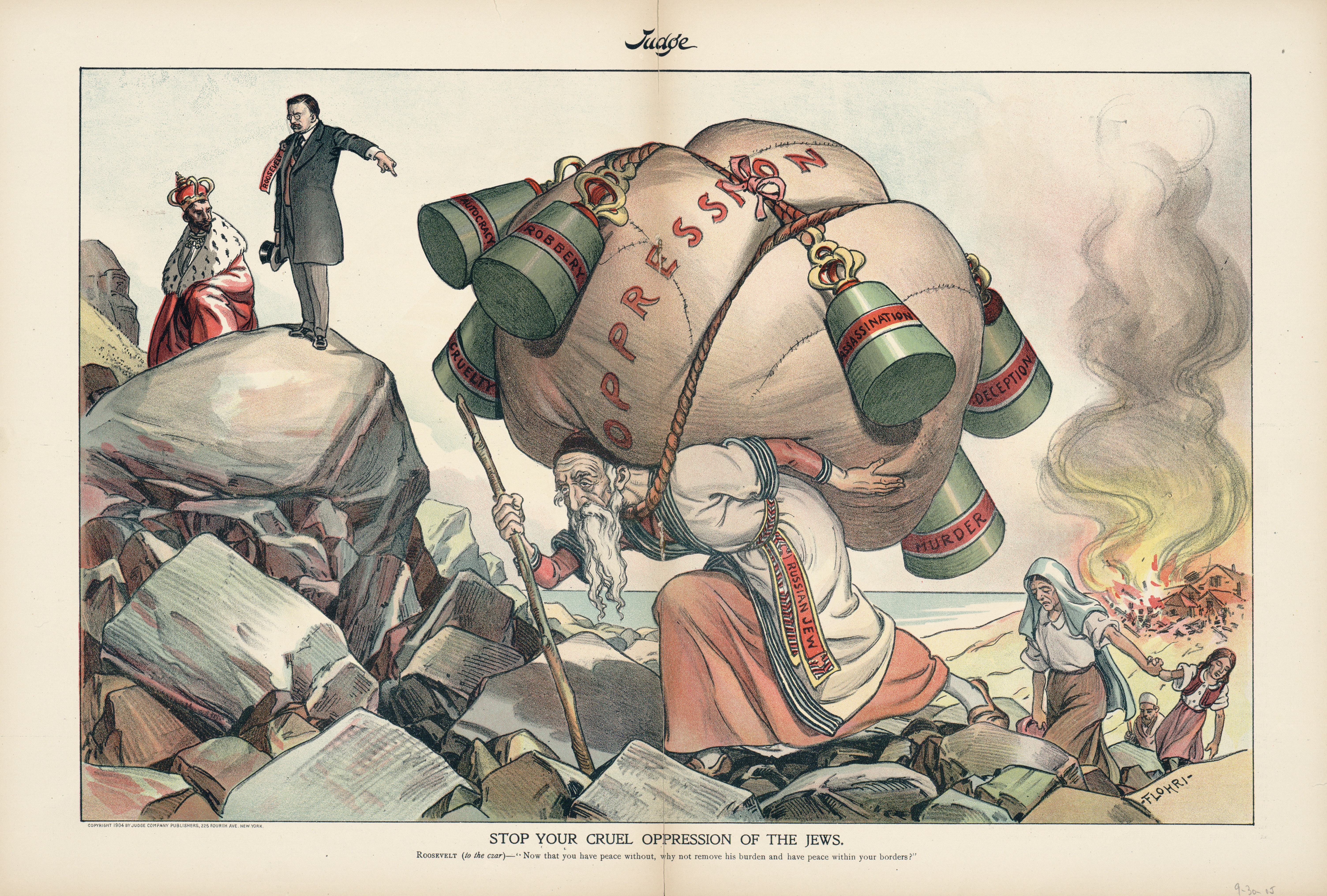

يمكن أن تشير الاستبدادية (بالإنجليزية Oppression) إلى نظام حكم استبداديّ يهيمن على رعيته عَبْر سيطرة الدولة على السياسة، النظام النقدي، وسائل الإعلام، والجيش؛ ينكِر على الشعب أي حقوق إنسانية أو مدنية مُجدية؛ ويروّع العامة من خلال عقوبات قاسية ومجحفة، وشبكة سرية من المخبرين المتملقين الذين يقدمون التقارير لجهاز استخباراتيّ سريّ فاسد.
يشير الاستبداد أيضًا إلى أسلوبٍ ماكرٍ وأقل وضوحًا من الإخضاع، مع أن هذا الاستبداد الاجتماعي يمثل شكلًا خبيثًا بصفةٍ خاصةٍ وفعالًا بلا رحمة من التلاعب والهيمنة. في هذا النموذج، لا يُبتلى الجميع بالظلم والتبعيّة بل تُستَهدف مجموعات مخصصة من الناس بغايةَ تقييدهم، الاستهزاء بهم، وتهميشهم. لم يظهر مصطلح مقبول به عالميًا لوصف هذا التنوع في الاستبداد بعد، رغم أن بعض العلماء يميلون إلى تحليل تعددية العوامل إلى مجموعة تصنيفات، على سبيل المثال، استبداد اجتماعي (أو اجتماعي ثقافي)؛ استبداد مؤسساتي (أو قانوني)؛ واستبداد اقتصادي. 

## الاستبداد السُلطويّ
تأتي كلمة الظلم من كلمة الظلم اللاتيني، النضال الماضي للظلم، ("للضغط على" ، "للضغط" ، "للخنق").] وهكذا، عندما تستخدم الحكومات الاستبدادية القمع لإخضاع الناس، فإنها تريد أن يشعر مواطنوها بأنهم "يضغطون" ، وأن يعيشوا في خوف من أنهم إذا أزعجوا السلطات، فسيتم "ضغطهم" و "خنقهم" ، بالمعنى المجازي. "، على سبيل المثال، إلقاؤه في أحد السجون المظلمة أو تم إعدامه بدون محاكمة. مثل هذه الحكومات تضطهد الناس الذين يستخدمون التقييد والسيطرة والإرهاب واليأس. أدوات الطاغية للقمع تشمل، على سبيل المثال، عقوبات قاسية للغاية على التصريحات "غير الوطنية" ؛ تطوير قوة شرطة سرية مخلصة ماهرة ؛ حظر حرية التجمع وحرية التعبير وحرية الصحافة ؛ السيطرة على النظام النقدي والاقتصاد ؛ وسجن أو قتل النشطاء أو القادة الآخرين الذين قد يشكلون تهديدًا لسلطتهم.

## الاستبداد الاجتماعي، الاقتصادي، السياسي، القانوني، الثقافي، والمؤسساتي
يشير الاستبداد أيضًا إلى نوع أكثر خُبثًا من التلاعب والهيمنة، في هذه الحالة ينطوي الإخضاع والتهميش على مجموعات محددة من الناس ضمن البلاد أو المجتمع، مثل: الفتيات والنسوة، الصبية والرجال، الناس الملونين (غير البيض)، المجتمعات الدينية، المواطنين المعوزين، المثليين - المثليات - مزدوجي الميول الجنسي - المتحولين جنسيًا، الشباب والأطفال، والكثير بعد. قد يحدث هذا الاستبداد الاجتماعي، الاقتصادي، الثقافي، السياسي، القانوني، والمؤسساتي (فيما يَلي، «الاستبداد الاجتماعي») في كل البلدان، والمجتمعات، من بينها أكثر المجتمعات الديمقراطية تطورًا، مثل الولايات المتحدة، اليابان، كوستاريكا، السويد وكندا.

لا يوجد تعريف واحد واسع القبول للاستبداد الاجتماعي بعد، ولكن توجد بعض التعريفات الشائعة. عرّف تيلَر (2016) الاستبداد (الاجتماعي) بهذه الطريقة:
الاستبداد هو شكل من أشكال الظلم يحدث عندما تكون فئة من فئات المجتمع خاضعة بينما تتمتع فئة أخرى بامتيازات، وتحافظ على هذا الاستبداد مجموعة من الآليات المختلفة المشتملة على الأعراف الاجتماعية، الصور النمطيّة والقوانين المؤسساتية. إحدى السمات الرئيسية للاستبداد أنه يُرتكب بواسطة فئات المجتمع ويؤثر عليها ذاتها. يحدث ]الاستبداد[ عندما تكون فئة مجتمعيّة خاضعة جورًا، إذ يكون هذا الخضوع غير متعمدٍ بالضرورة بل نتيجةً لشبكة معقدة من القيود الاجتماعية تترواح بين القوانين والمؤسسات إلى التحيزات الضمنيّة والصور النمطيّة. في حالات كهذه، قد لا توجد محاولة متعمّدة لإخضاع المجموعة المعنيّة، لكن مع ذلك أُخضعت بواسطة هذه الشبكة من القيود المجتمعية المفروضة.
اقترح هارفي (1999) مصطلح «الاستبداد المتحضر» الذي عرفنا عليه كما يلي:
لا يزال إدراك ما أدعوه 'بالاستبداد المتحضر 'أكثر صعوبة، لأنه لا ينطوي على عنف جسماني ولا على استخدام للقانون. ومع ذلك هذه الأشكال الحاذقة من الاستبداد لا تزال الأكثر تفشّيًا في المجتمعات الغربية الصناعية إلى حد بعيد. يركز هذا العمل على القضايا الشائعة في الاستبداد المتقن كهذا من عدة إطارات مختلفة (مثل العنصرية، الطبقية، والتفرقة الجنسية). يشتمل تحليل ما هو ضالع في الاستبداد المتحضر على تحليل كل أنواع الآليات المستخدمة، علاقات القوى في حيز العمل، المفاهيم والمعلومات المهيمنة للأنظمة، أنواع الأذى الذي يُلحق بالضحايا، وسبب الصعوبة الكبيرة في ملاحظة هذا الاستبداد حتى بواسطة العملاء المساهمين فيه.
تقدم تطوير الأبحاث والنظريات حول الاستبداد الاجتماعي بسرعة منذ الثمانينيات بالتزامن مع نشر الكتب والمقالات المؤثرة بعمق، وتلاقحُ الأفكار والنقاشات المتبادلة بين مختلف المجالات، مثل: النسويّة، علم الاجتماع، علم النفس، الفلسفة، والعلوم السياسية. مع ذلك يبقى الفهم الأكثر كمالًا للمشكلة يشكل تحديًا معقدًا لأبعد حدّ بالنسبة للعلماء. من المرجح أن ينطوي الفهم المحُسّن على ما مثاله: فهم أكثر شمولًا للأسلاف التاريخيين للاستبداد الاجتماعي الحالي؛ الأمور الشائعة (وقصور ما يتعلق بها) بين الفئات المجتمعيّة المتعددة المتضررة بواسطة الاستبداد الاجتماعي (وأفراد البشر الذين يخلقون هذه الفئات)؛ والتأثير المتبادل المعقد بين وداخل القوى الاجتماعية والثقافية والسياسية والاقتصادية والنفسية والقانونية التي تسبب وتغذي الاستبداد.

## الاستبداد الاجتماعي
الاستبداد الاجتماعي هو استغلال فئة مجتمعية لفئة مجتمعية أخرى، وممارسة التسلط عليها باستخدام الهيمنة والإخضاع. ينتج عن هذه الممارسة سوء معاملة مدعوم اجتماعيًا واستغلال لمجموعة من الأفراد عبر الأشخاص ذوي السلطة النسبية. في إطار الفئة المجتمعية، قد يُبنى الاستبداد على أفكار عديدة، مثل الفقر، الجنس، الطبقة، العرق أو تصنيفات أخرى. يحدث الاستبداد المؤسساتي، أو الاستبداد المنهجيّ عندما تخلق قوانين مكان ما معاملة غير متكافئة لفئة هوية مجتمعية محددة أو لمجموعة فئات. منع فئة مجتمعية من تحصيل التعليم هو مثال آخر على الاستبداد الاجتماعي الذي قد يعيق حيواتهم في اللاحق منها. الاستبداد الاقتصادي هو الانقسام الحاصل بين طبقتين مجتمعيتين. هذه الانقسامات كانت تحدد سابقًا عبر عوامل مثل العبودية، حقوق الملكية، الحرمان من الحقوق، والاحتلال القسري لوسائل المعيشة. كل انقسام منها أسفر عن مجموعة من أساليب المعاملة والسلوكيات تجاه كل فئة.
ينبثق الاستبداد الاجتماعي من ديناميّات واختلالات توازن القوى المتعلقة بالموقع الاجتماعي لفئة أو فرد. والموقع الاجتماعي كما يعرّفه «لِنّ ويبَر» هو «'الموضع' الاجتماعي لفرد أو فئة بالنسبة للتراتبية العرقية، الطبقية، الجندرية والجنسانية، بالإضافة إلى الموضع في ترتيبات اجتماعية حساسة أخرى مثل السنّ، الانتماء الإثنيّ، والقوميّ». غالبًا ما يحدد الموضع الاجتماعي لفرد نظرة الآخرين في المجتمع إليه ومعاملتهم له. هناك ثلاثة عناصر تشكّل إمكانية ممارسة فرد أو فئة للسلطة: القدرة على تصميم القواعد والتنظيمات أو التلاعب بها، قابلية الفوز بالمنافسات عن طريق ممارسة القوة السياسية أو الاقتصادية، إمكانية كتابة وتوثيق التاريخ الاجتماعي والسياسي. هناك أربعة ترتيبات سائدة تساهم بالاستبداد الاجتماعي وهي: العرق، الطبقة، الجندرية والجنسانية.

## الامتياز
يتجادل «ويبَر» وبعض الباحثين النظريين السياسيين بشأن أن الاستبداد يستمر بسبب فشل أغلب الأفراد في التعرف عليه؛ بحجة أن التفرقة غالبًا ما تكون خارج مجال بصر الأشخاص غير المُضمّنين فيها. يشير الامتياز إلى حصانة اجتماعية سياسية تملكها فئة عن الفئات الأخرى مُستَمدّة من مصالحَ مجتمعيّة معيّنة. قد تكون العديد من الفئات التي تمتلك ميزات جندرية، عرقية، جنسانية على سبيل المثال، غير مدركةٍ للقوة التي يحوزها امتيازهم. عدم التكافئات هذه تزيد من سرمديتهم لأن الأشخاص المظلومين نادرًا ما يمتلكون وصولًا إلى المصادر التي من شأنها السماح لهم بالهروب من سوء معاملتهم. الأمر الذي قد يقود إلى استبداد ذاتيّ، حيث تتخلى الفئات الخاضعة أصلًا عن سعيها في تحصيل المساواة، وترضخ لقدرها بصفتها فئة غير مسيطرة.